# Reiszia
Reiszia —  рід  вимерлих тварин з класу  синапсидів.

## Етимологія та систематика
Родову назву даній тварині було дано  російським  палеонтологом  Михайлом Феодосійовичем Івахненком на честь  канадського фахівця Роберта Рейша з  університету Торонто. Цей рід включає в себе два  види. Перший — R. gubini (назву дано на честь палеонтолога Ю. М. Губіна), відомий за голотипом ПІН № 162/32, знайдений у родовищі Глядна Щелья у Мезенському районі  Архангельської області і включає в себе неповний череп і фрагменти скелету. Другий вид — R. tippula, відомий за голотипом ПІН № 4541/2, знайденим в Лешуконському районі. Скам'янілий матеріал мізерний: був знайдений лише фрагмент кістки лівої  щелепи. Обидва види належать до комплексу  Мезенської фауни, краснощельскої свити і були знайдені у відкладеннях кінця казансько-уржумського ярусу середнього  перму.

## Загальні відомості
Цю тварину було описано Івахненком одночасно з нікказавром, на якого вона була вельми схожа. Загальні розміри у Reiszia були такі ж, як і у нікказавра, однак очі були менші, а зуби мали дещо іншу будову — були більш гострими і великими, малися невеликі ікла. Можливо, що представники роду Reiszia полювали на іншу здобич — наприклад, дрібних  безхребетних.

## Виноски
1. ↑  http://www.paleofile.com/Dicynodont/Reiszia.asp [Архівовано 12 січня 2014 у Wayback Machine.] Reiszia
paleofile.com [Архівовано 11 січня 2016 у Wayback Machine.]
2. ↑  Сенников А.Г.. Подкласс Theromorpha // Семейство Nikkasaurida Ivachnenko, 2000 // Ископаемые позвоночные России и сопредельных стран. Ископаемые рептилии и птицы. Часть 1. — ISBN 978-5-89118-415-6.
3. ↑  Звероящеры — Мезенская фауна (рос.). zverojaschery.ru. Архів оригіналу за 9 січня 2014. Процитовано 9 січня 2014. {{cite web}}: Зовнішнє посилання в |publisher= (довідка)